# Michael Rooker

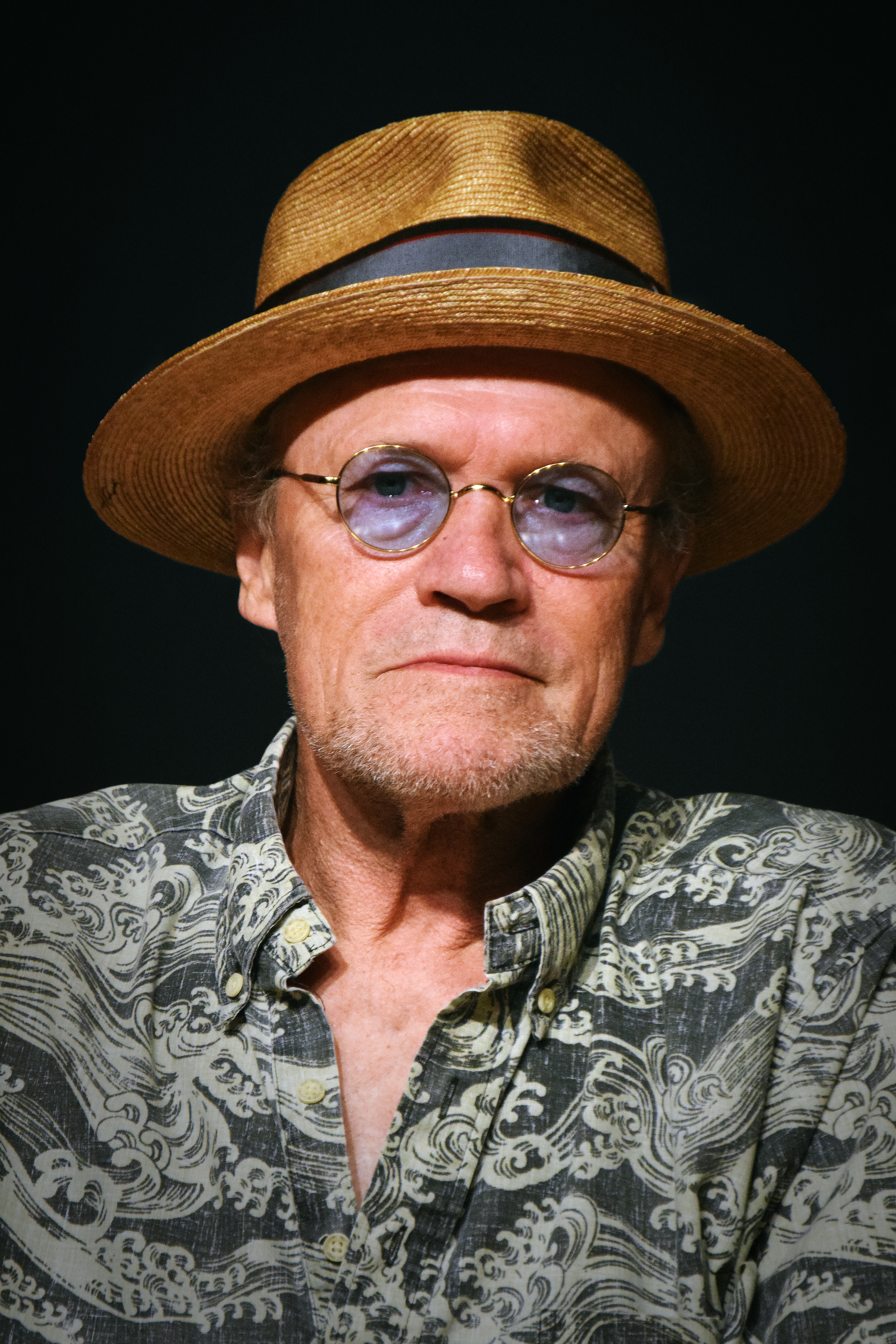
Michael Rooker (2023)

Michael Rooker (* 6. April 1955 in Jasper, Alabama) ist ein US-amerikanischer Schauspieler, der vor allem in Rollen als Antagonist auftritt. Internationale Bekanntheit erlangte er mit den Rollen Merle Dixon in der Fernsehserie The Walking Dead und Yondu Udonta in den Guardians-of-the-Galaxy-Filmen des Marvel Cinematic Universe.

## Biografie
Rooker zog Mitte der 1960er Jahre von seiner Geburtsstadt nach Chicago, wo er eine Schauspielausbildung an der Goodman School of Drama 1982 absolvierte. Er wurde schnell zu einem gefragten Theaterdarsteller in Chicago und wirkte in Stücken wie beispielsweise Union Boys, The Crack Walker und The Hostage mit.
Seit Mitte der 1980er Jahre folgten auch umfassende Film- und Fernsehtätigkeiten, bei denen er vorwiegend Bösewichte darstellt. So verkörperte er etwa Arnold Schwarzeneggers Gegenspieler in The 6th Day. Bereits in seinem ersten Kinofilm Henry: Portrait of a Serial Killer aus dem Jahr 1986 spielte er einen Serienkiller. Aufgrund von Freigabeproblemen hinsichtlich der Gewaltszenen im Film kam dieser erst drei Jahre nach seiner Premiere in die Kinos.
Ab 2010 spielte er in der Zombieserie The Walking Dead die Rolle des Merle Dixon, dem Bruder des Daryl Dixon, dargestellt von Norman Reedus. Am 10. März 2012 war Rooker bei der Radiosendung „Delamorte’s Dungeon of Deadly Delights“ zu Gast und sprach über sein Regiedebüt, den Horrorfilm Pennhurst. 2014 war er als Weltraumkrimineller Yondu Udonta in dem Marvel-Erfolgsfilm Guardians of the Galaxy zu sehen. In Fortsetzungen Guardians of the Galaxy Vol. 2 (2017) und Guardians of the Galaxy Vol. 3 (2023) übernahm er diese Rolle erneut. Damit verbindet ihn eine langjährige Zusammenarbeit mit dem Regisseur James Gunn, die 2006 mit Slither – Voll auf den Schleim gegangen begann und  mit Super – Shut Up, Crime! und dem Videospiel Lollipop Chainsaw fortgesetzt wurde. Gunn bezeichnet Rooker als seinen Lieblingsschauspieler.
Im 2012 erschienenen Videospiel Call of Duty: Black Ops II lieh er der Figur Mike Harper seine Stimme und Erscheinung.
Rooker war seit 1986 in mehr als 100 Film- und Fernsehproduktionen zu sehen.
Er ist Vater zweier Töchter.

## Filmografie (Auswahl)

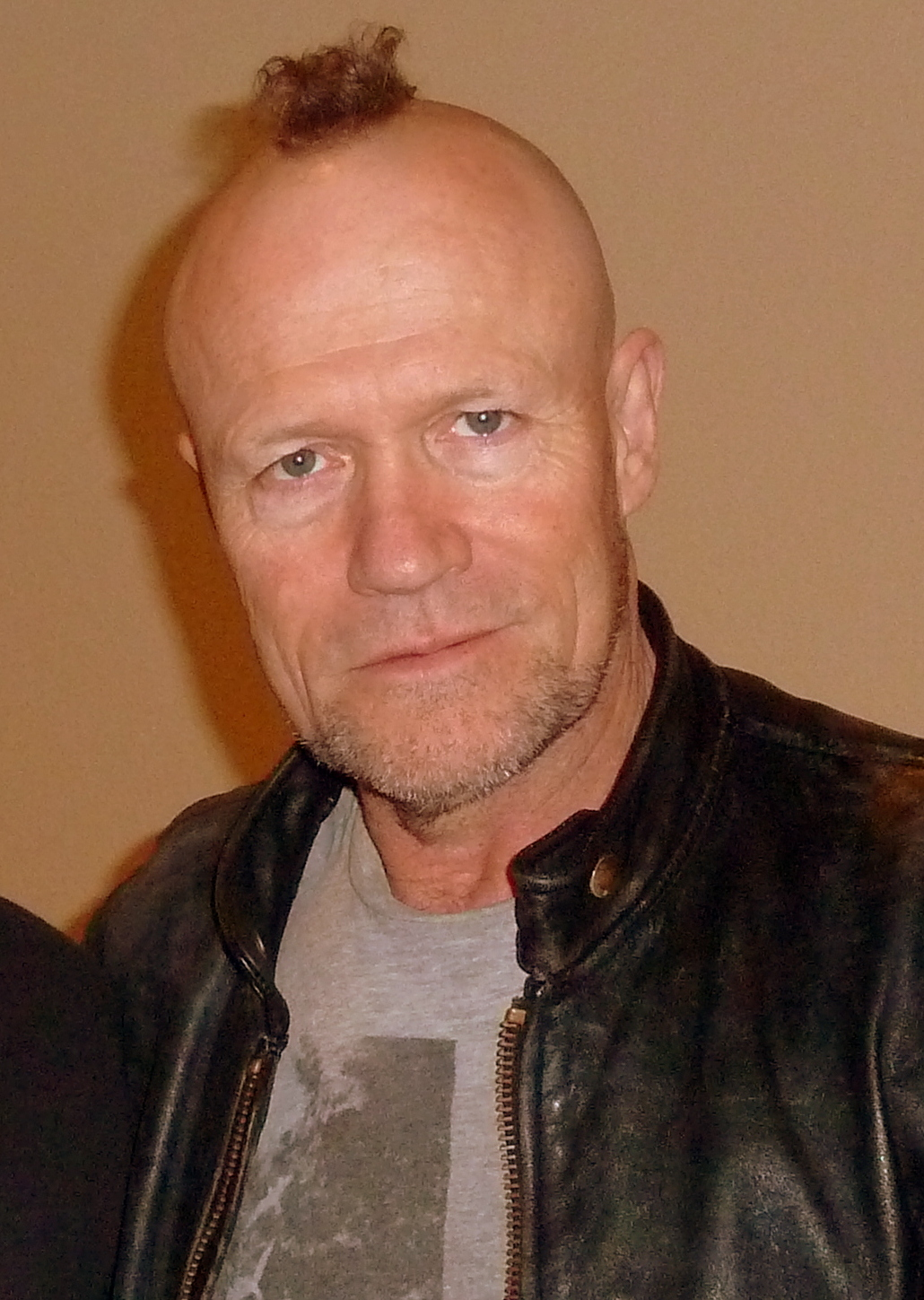
Michael Rooker (2013)

- 1986: Crime Story (Fernsehserie, Folge 1x01)
- 1986: Henry: Portrait of a Serial Killer
- 1988: Acht Mann und ein Skandal (Eight Men Out)
- 1988: Mississippi Burning – Die Wurzel des Hasses (Mississippi Burning)
- 1989: Showdown in L.A. (L.A. Takedown, Fernsehfilm)
- 1989: Sea of Love – Melodie des Todes (Sea of Love)
- 1989: Music Box – Die ganze Wahrheit (Music Box)
- 1990: Tage des Donners (Days of Thunder)
- 1991: JFK – Tatort Dallas (JFK)
- 1993: Stephen Kings Stark (The Dark Half)
- 1993: Cliffhanger – Nur die Starken überleben (Cliffhanger)
- 1993: Tombstone
- 1995: Mallrats
- 1996: Der große Stromausfall – Eine Stadt im Ausnahmezustand (The Trigger Effect)
- 1997: Rosewood Burning (Rosewood)
- 1997: Keys to Tulsa
- 1997: Scharfe Täuschung (Deceiver)
- 1998: The Replacement Killers – Die Ersatzkiller (The Replacement Killers)
- 1998: Bram Stoker: Dark World (Shadow Builder)
- 1998: Browns Requiem (Brown’s Requiem)
- 1998: Counterforce – Gegenschlag (Counterforce)
- 1999: Der Knochenjäger (The Bone Collector)
- 2000: Here on Earth
- 2000: The 6th Day
- 2001: Replicant
- 2002: Undisputed – Sieg ohne Ruhm (Undisputed)
- 2003: Stargate – Kommando SG-1 (Stargate SG-1, Fernsehserie, Folge 7x07)
- 2005: CSI: Miami (Fernsehserie, Folge 2x02)
- 2006: Slither – Voll auf den Schleim gegangen (Slither)
- 2006: Thief (Fernsehserie, 6 Folgen)
- 2007: Whisper
- 2008: Jumper
- 2008: The Lena Baker Story
- 2008: Chuck (Fernsehserie, Folge 2x11)
- 2009: Meteoriten – Apokalypse aus dem All (Meteor, Fernsehzweiteiler)
- 2009: Criminal Minds (Fernsehserie, Episode 4x19)
- 2009: Psych (Fernsehserie, Folge 4x09)
- 2009: The Marine 2
- 2009: Penance – Sie zahlen für ihre Sünden (Penance)
- 2010: Burn Notice (Fernsehserie, Folge 4x12)
- 2010: Super – Shut Up, Crime! (Super)
- 2010: Hypothermia – The Coldest Prey
- 2010: Freeway Killer
- 2010–2013: The Walking Dead (Fernsehserie, 16 Folgen)
- 2011: Cell 213
- 2012: Archer (Fernsehserie, Folge 3x09, Stimme)
- 2012: Pennhurst
- 2014: Guardians of the Galaxy
- 2016: Das Belko Experiment (The Belko Experiment)
- 2017: Guardians of the Galaxy Vol. 2
- 2017: SEAL Team (Fernsehserie, Folge 1x01)
- 2019: True Detective (Fernsehserie)
- 2019: Bolden
- 2019: Brightburn
- 2020: Fantasy Island
- 2020: Love and Monsters
- 2021: Fast & Furious 9 (F9)
- 2021: The Suicide Squad
- 2021, 2023–2024: What If…? (Fernsehserie, 3 Folgen, Stimme)
- 2022: Corrective Measures
- 2022: The Guardians of the Galaxy Holiday Special (Stimme)
- 2022: White Elephant
- 2023: Guardians of the Galaxy Vol. 3
- 2023: The Out-Laws
- 2023: The Rookie (Fernsehserie, 2 Folgen)
- 2024: Horizon: An American Saga